# خرسانة عادية
عُرّفت الخرسانة العادية أو الخرسانة الحجمية (بالإنجليزية: Mass concrete)‏ عن طريق معهد الخرسانه الأمريكي بأنها «أي حجم من الخرسانة بأبعاد كبيرة كافية لتأقلمها مع تولد الحرارة من إماهة الأسمنت والتغير الحجمي لتقليل الشروخ».
نظرًا لأرتفاع درجة الحرارة الداخلية للخرسانة نتيجة إماهة الأسمنت، السطح الخارجي للخرسانة يمكن أن يبرد وينكمش. إذا أختلفت درجات الحرارة بشدة بداخل المنشأ، المادة سوف يحث لها شروخ. العوامل الأساسية المؤثرة علي تغير الحرارة في الخرسانة العادية هي:
- حجم المنشأ.
- درجة حرارة الوسط الخارجي.
- درجة الحرارة الأبتدائية لخرسانة أثناء الصب والتنفيذ.
- نوع الأسمنت.
- مكونات الخلطة الأسمنتية.

تشمل منشأت الخرسانة الحجمية الأساسات الضخمة والسدود ومنشأت خرسانية أخرى يزيد عرضها أو عمقها عن 3 قدم (1 متر).

## تاريخ النشأة
تاريخيا في بريطانيا، صممت الخرسانة الحجمية في البداية من غير تسليح في الموقع باستخدام هيكل مؤقت لدعم الخرسانة المصبوبة، وقد استخدمت في الماضي من عام 1850 إلي 1900 علي منشأت مختلفة، وأساسيًا كمادة تحويط أو حيث تم الأحتياج إلي وزن لمقاومة الجاذبية كالسدود والخزانات والحوائط الساندة والمنشأت البحرية. أما هذه الأيام، هذا المصطلح لم يكن معرف رسميًا بعد ولم يكن يشمل دلالة عن الأبعاد الكبيرة التي تنتج حرارة من إماهة الأسمنت، حيث أن هذه الظواهر لم تكن مفهومة بعد.